# Academia Platónica Florentina

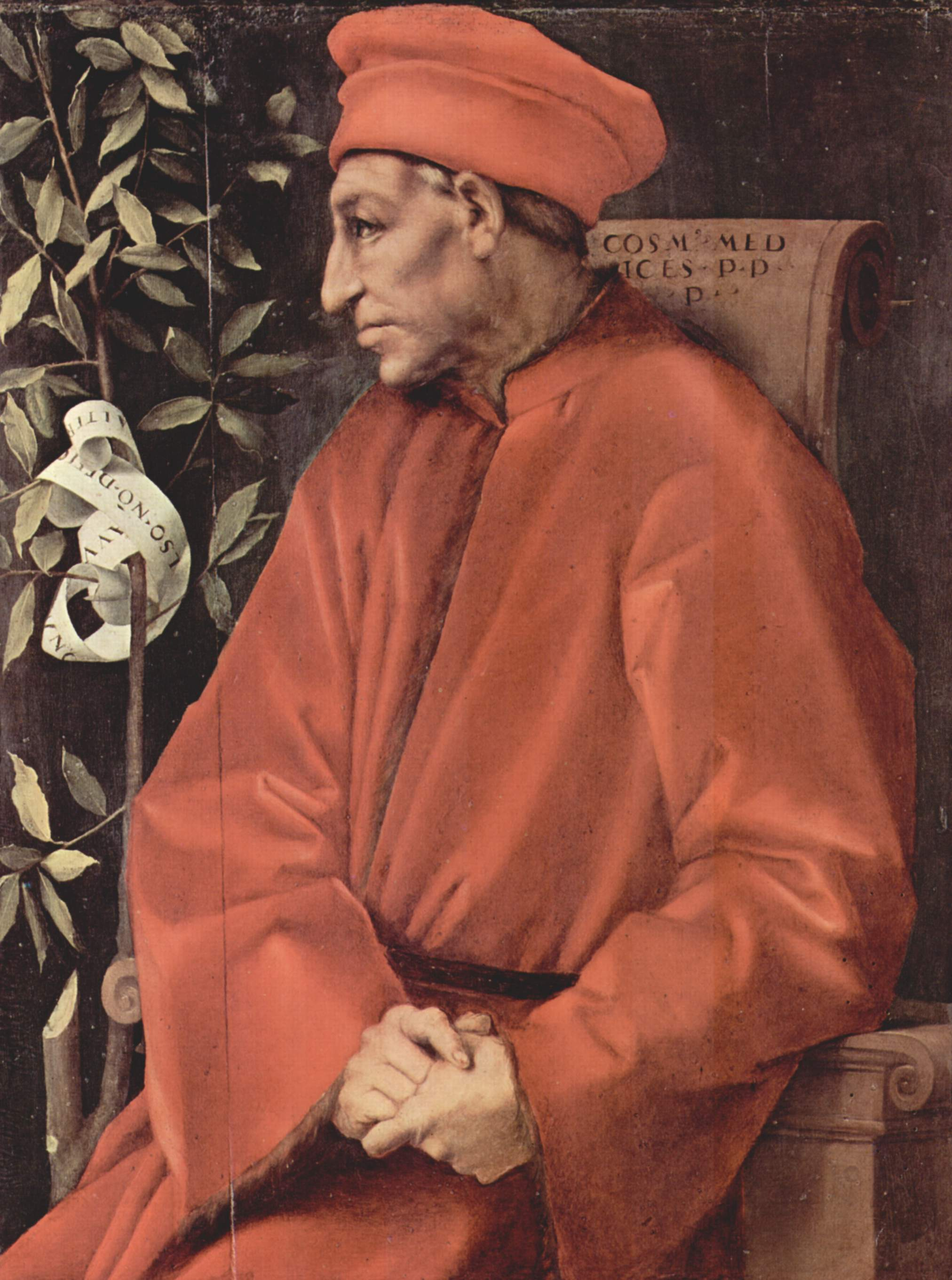
Cosme de Médici, fundador de la Academia platónica florentina

La Academia Platónica florentina fue una institución humanista fundada en 1462 por el mecenas Cosme de Médici. Al principio no fue sino un cenáculo de amigos para discutir temas literarios, y no trascendió del grupo de eruditos ligados a la familia Médici. Sin embargo, fue imitada en otras ciudades de Italia y posteriormente en todas las naciones de Europa.

## Historia
Explica Ferrater Mora, en su Diccionario de Filosofía, Editorial Suramericana, Quinta edición 1964, que la llegada del filósofo bizantino Georgios Gemistos Plethon a la corte florentina de Cosme de Médici, y las enseñanzas que dio en la misma de la filosofía platónica y neoplatónica indujeron a Cosme a fundar la llamada Academia Florentina o Academia platónica de Florencia en 1459. La Academia fue protegida asimismo por Lorenzo de Médici. 
Sus principales miembros fueron, además de Plethon, el Cardenal Bessarion, Marsilio Ficino y luego Pico della Mirándola. La tendencia común fue, ante todo, el estudio de Platón. 
Otros rasgos comunes de esta Academia fueron:
- Oposición al aristotelismo y en particular al averroísmo.
- Fuertes tendencias humanistas y consiguiente importancia dada al "buen decir" y a la elocuencia en filosofía.
- Intentos de conciliar el platonismo con el cristianismo.
- Búsqueda de un Dios verdadero en todas las religiones.

Hay que observar, por lo demás, que el platonismo y neoplatonismo influyeron en muchas otras corrientes del Renacimiento, inclusive en algunas que parecían opuestas a Platón; es el caso de las renovaciones del estoicismo y el epicureismo.

## Integrantes
La siguiente lista contempla a los más importantes miembros de la Academia, todos grandes intelectuales y multifacéticos en las diversas artes y oficios.
- Cosme de Médici: el gran mecenas florentino, fundador de la Academia.
- Marsilio Ficino: traductor de las obras completas de Platón.
- Pico della Mirandola: el más joven del grupo, filósofo y teólogo, hablante de casi todas las lenguas conocidas.
- Cristóforo Landino: el más viejo del grupo, profesor universitario de retórica. Traductor de Plinio el Viejo.
- León Battista Alberti: el grandioso arquitecto renacentista.
- Lorenzo de Médici: nieto  del fundador, heredero de su afición por la cultura y el mecenazgo.
- Benedetto Varchi: humanista e historiador, autor de la Storia fioretina.
- Angelo Poliziano: humanista, profesor y poeta renacentista italiano.

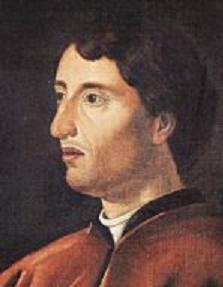
Leon Battista Alberti (1404-1472), uno de los más grandes arquitectos renacentistas.
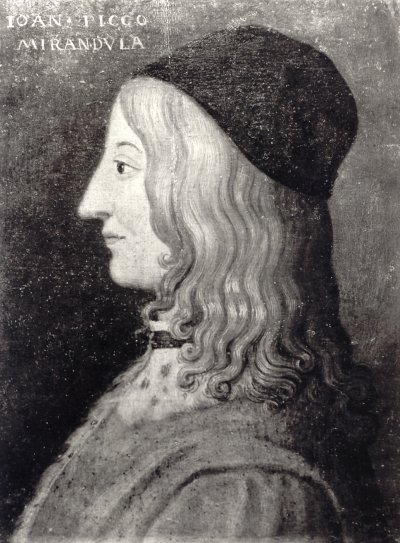
Pico della Mirandola (1463-1494), el más joven del grupo.
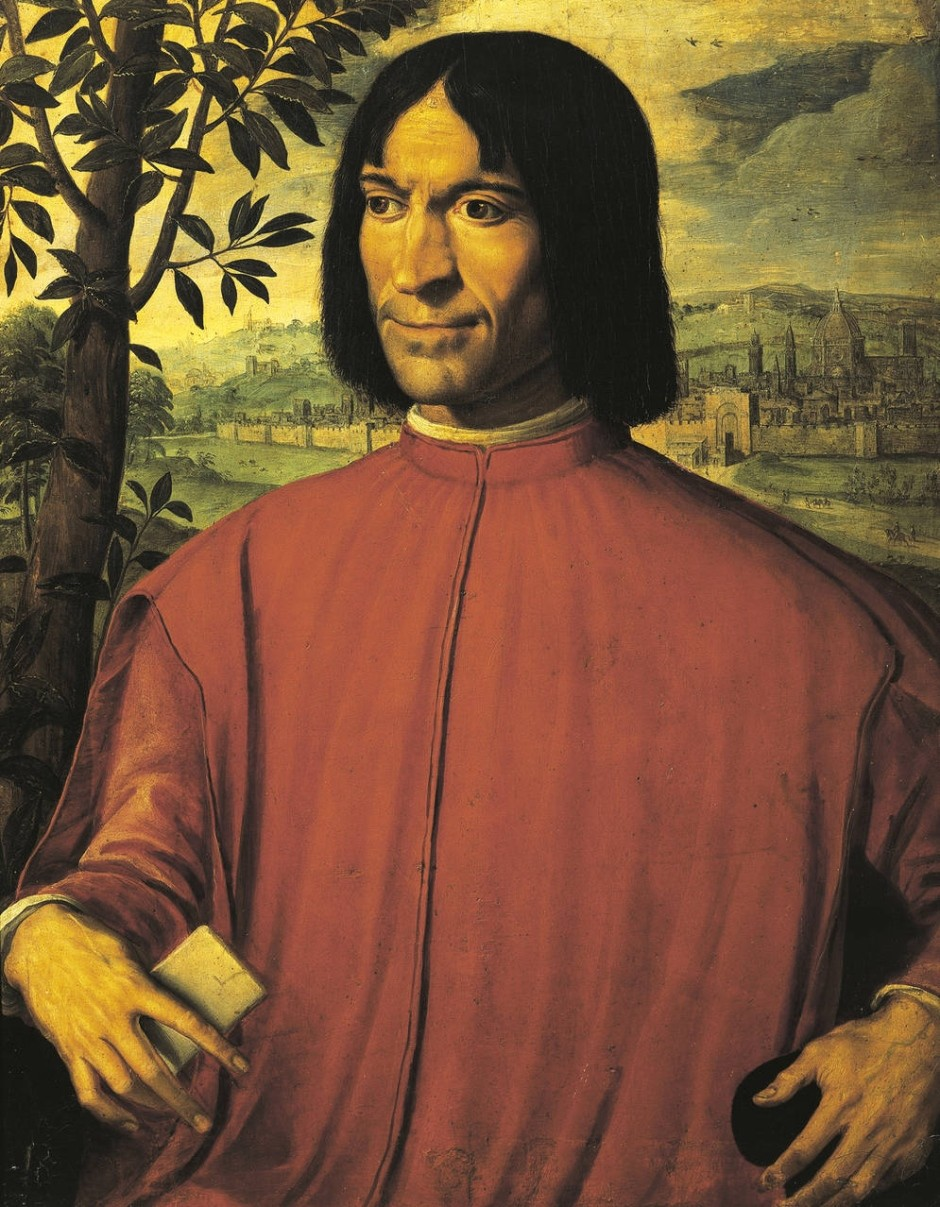
Lorenzo de Médici (1449-1492), nieto de Cosme y heredero del mecenazgo florentino.